# Dorothea Waley Singer

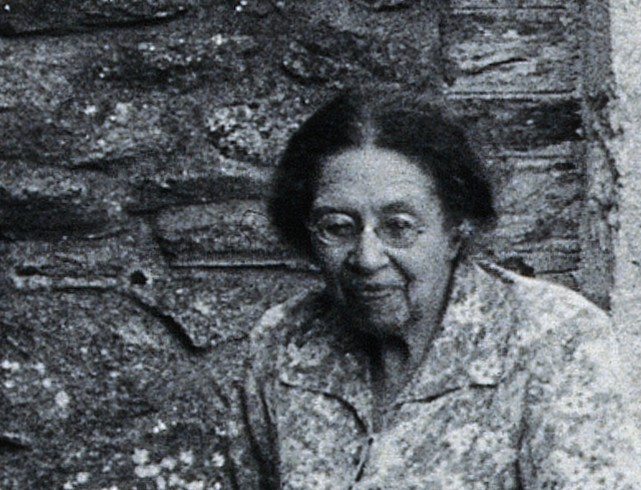
Dorothea Waley Singer

Dorothea Waley Singer, geborene Cohen (* 17. Dezember 1882 in London; † 24. Juni 1964 in Par bei St Austell, Cornwall), war eine britische Paläografin, Wissenschafts- und Medizinhistorikerin und Philanthropin.

## Leben und Werk
Dorothea Waley Cohen kam am 17. Dezember 1882 als zweite Tochter des Börsenmaklers Nathaniel Louis Cohen und seiner Frau Julia Matilda Waley in London zur Welt. Ihr Großvater mütterlicherseits war der Rechtsgelehrte und Ökonom Jacob Waley, einer ihrer Brüder der Industrielle und Führer der britisch-jüdischen Gemeinschaft, Sir Robert Waley Cohen. Dorothea Waley Cohen absolvierte am Londoner Queen’s College einen humanistischen Abschluss, der in etwa dem Bachelor entspricht. 1910 heiratete sie den Mediziner Charles Singer. Später adoptierten die Singers zwei Kinder, Andrew Waley Singer und Nancy Waley Singer. Letztere ehelichte 1949 den damaligen Direktor des Wellcome Instituts für Medizingeschichte, London, E. Ashworth Underwood.
Zum Zeitpunkt ihrer Heirat war Dorothea Singer bereits eine angehende Expertin für naturwissenschaftliche Handschriften des Mittelalters, die sich zudem zahlreichen philanthropischen Aktivitäten widmete. Für die Karriere Charles Singers bedeutete die Eheschließung mit der wohlhabenden Paläografin einen Wendepunkt. 1911 erschien seine erste historische Arbeit, über einen Vorläufer Louis Pasteurs, Benjamin Marten. Mit der Unterstützung seiner Frau sollte Charles Singer zu einer der zentralen Figuren der englischsprachigen Naturwissenschafts- und Medizingeschichte der Zwischenkriegszeit werden. An seiner Seite wiederum arbeitete Dorothea Singer sich intensiv in die Medizingeschichte ein. Gemeinsam veröffentlichte das Ehepaar verschiedene Schriften, zunächst 1913 eine Arbeit zum contagium vivum, einen von Lorenz von Crell und Jakob Henle geprägten Begriff zur Theorie von Mikroorganismen als Ursache von Infektionskrankheiten. Bis 1927 publizierten sie sieben weitere gemeinsame medizinhistorische Arbeiten, darunter Studien zur Pest, zu dem Arzt und Dichter Girolamo Fracastoro und zur Schule von Salerno. Dorothea beteiligte sich auch tatkräftig an der Planung und Umsetzung des berühmten Internationalen Kongresses für Naturwissenschafts- und Technikgeschichte, über den Charles Singer 1931 präsidierte.
Sie betrieb jedoch auch eigene Studien. 1916 erschien ihre Abhandlung zu über 100 Pesttraktaten von 1348 bis 1485. Während Charles’ kriegsbedingter Abwesenheit begann sie sich dem monumentalen Unterfangen zu widmen, einen Katalog aller medizinischen und naturwissenschaftlichen Manuskripte in Großbritannien und Irland vom Mittelalter bis zur frühen Neuzeit zu erstellen. Anfang 1919 hatte sie bereits über 30.000 Texte identifiziert; im selben Jahr trug sie die Ergebnisse der History of Medicine Society vor, als erste vortragende Frau in der Geschichte der Society. Die Union Académique Internationale publizierte 1924 den ersten Band des Projektes, einen Katalog alchemischer Handschriften (griechisch), gefolgt von drei weiteren Bänden (1928–1931, lateinische und englischsprachige Texte). Basierend auf ihren Erfahrungen aus diesem Unterfangen hielt Dorothea Singer Vorträge über Paläografie an der University of California, wo die Singers sich anlässlich von Charles’ Gastprofessuren 1930 und 1932 aufhielten. Die Singer Collection, Dorothea Singers Karteikarten zu den medizinischen und naturwissenschaftlichen Texten vom Mittelalters bis zur frühen Neuzeit, überleben bis zum heutigen Tag im Department of Manuscripts der British Library, wo sie mehr als 100 Kartons füllen.
Anfang der 30er Jahre begann sie sich mit Giordano Brunos Werk auseinanderzusetzen. Bereits 1932 lag die erste Fassung einer Monographie zur Thematik vor, doch ließ die eskalierende politische Situation in Zentraleuropa den sozial engagierten Singers zunehmend weniger Zeit für ihre historischen Forschungen. Während Charles sich aktiv an der Mission der 1933 als Reaktion auf die Diskriminierungen in Deutschland zur Zeit des Nationalsozialismus gegründeten Society for the Protection of Science and Learning beteiligte, hieß Dorothea Flüchtlinge willkommen und vermittelte sie weiter. In manchen Fällen stellte sie sich sogar für Konversationsstunden zur Verfügung und half wissenschaftlichen Auswanderern aus Deutschland ‚Amerika-reif‘ zu werden.
Erst nach Kriegsende kehrte sie wieder systematisch zu ihren Studien zurück. Im Dezember 1946 erschien ein Aufsatz zu alchemischen Texten unter Platons angeblicher Autorschaft in der Zeitschrift Ambix, 1949 und 1950 ein langer Aufsatz (in drei Teilen) zu dem schottischen Arzt Sir John Pringle. Dorothea Singers Brumo-Biographie erschien 1950 unter dem Titel Giordano Bruno: his life and thought und enthält ihre kommentierte Übersetzung von Brunos drittem philosophischen Dialog De l’infinito, universo e mondi von 1584 (deutsch: Über das Unendliche, das Universum und die Welten).
1956 wurde Dorothea Singer gemeinsam mit ihrem Mann mit der George-Sarton-Medaille ausgezeichnet, dem namhaften Preis für Wissenschaftsgeschichte der von George Sarton und Lawrence Joseph Henderson gegründeten amerikanischen History of Science Society (HSS). Viele Jahre diente sie im Vorstand der 1928 gegründeten Académie Internationale d’Histoire des Sciences sowie als Vizepräsidentin der Union International d’Histoire des Sciences, deren Bibliographischer Kommission sie lange vorstand. Dorothea Waley Singer war auch Mitbegründerin der British Society for the History of Science und deren erste Vizepräsidentin von 1947 bis 1950 sowie Mitglied weiterer wissenschaftlicher Vereinigungen. Mit diversen Wissenschaftlern ihrer Zeit stand sie in engem Kontakt, darunter der eminente Biologe Julian Sorell Huxley sowie der Sinologen und Biochemiker Joseph Needham, die größte westliche Autorität seiner Zeit auf dem Gebiet der chinesischen Naturwissenschaftsgeschichte. Mit Needham führte sie einen intensiven Briefwechsel.
Bis 1914 lebten die Singers in London, dann in Oxford und ab 1920 in Highgate, London. 1934 bezogen sie Kilmarth, ein herrschaftliches Anwesen auf einer Klippe unweit des Fischerdorfes Fowey, bei Par, an der Südküste Cornwalls. Hier starb Dorothea Waley Singer vier Jahre nach ihrem Mann am 24. Juni 1964. Ihre Nachmieterin in Kilmarth war die Romanautorin Daphne du Maurier. Das Anwesen, dessen Fundamente aus dem 14. Jh. stammen, bildete den Hintergrund für du Mauriers Zeitreisen-Roman The house on the strand von 1969.

## Veröffentlichungen (Auswahl)
- mit Charles Singer: The Scientific position of Girolamo Fracastoro with especial reference to the source, character and influence of his theory of infection. In: Annals of medical history Band 1, 1917, S. 1–34.
- A survey of medical manuscripts in the British Isles dating from before the sixteenth century. In: Proceedings Roy. Soc. med. Band 12, 1919, S. 96–107.
- Alchemical texts bearing the name of Plato. In: Ambix. Journal of the Society for the study of alchemy and early chemistry. Band 2, Heft 3–4, (London) 1946, S. 115–128.
- Catalogue of Latin and vernacular alchemical manuscripts in Great Britain and Ireland. Verlag Lamertin, Brüssel 1930.
- Giordano Bruno: his life and thought. With annotated translation of his work – On the infinite universe and worlds. Verlag Henry Schuman, New York 1950, ISBN 1-117-31419-7 (positiveatheism.org).
- Margrieta Beer, 1871-1951: a memoir. Manchester University Press, 1955.
- Selections from the works of Ambroise Paré. In: Isis. Band 7, 1924, S. 208.
- Robert Steele (1860–1944). In: Isis. Band 38, 1947/48, S. 103 (Obituary Notice).
- The cosmology of Giordano Bruno (1548–1600). In: Isis. Band 33, 1941/42, S. 187–196.
- Verzeichnis der Briefe von Dorothea Waley Singer an Joseph Needham (englisch, bei Janus, Cambridge).